# Shut Up (Black Eyed Peas)
Shut Up is een nummer van de Amerikaanse hiphopgroep Black Eyed Peas uit 2003. Het is de tweede single van hun studioalbum Elephunk (2003).
Het gaat over een rampzalige verkering met het refrein dat bestaat uit de regels "Zwijg, hou je mond, hou je mond".
will.i.am had een zangeres nodig voor het lied en vond Fergie. Ze hielp in de meeste nummers op Elephunk en werd uiteindelijk in 2003 het vierde lid van Black Eyed Peas. Terwijl will.i.am, apl.de.ap en Taboo het liedje aan het maken waren, onderbraken telefoontjes van hun vriendinnen steeds die sessie.
Will.i.am zei: "De sfeer was verbroken" en Taboo zei: "Dus we hebben het negatieve in iets positief veranderd", door de problemen die ze ondervonden toe te voegen aan het liedje dat ze maakten.
De single is een internationaal succes geworden en bereikte een nummer 1-positie in Australië, België, Canada, Duitsland, Frankrijk, Ierland, Italië, Nieuw-Zeeland, Noorwegen, Oostenrijk, Roemenië, Spanje, Zweden en Zwitserland. De single bereikte ook een tweede plek in het Verenigd Koninkrijk en Nederland, en in Finland kwam het op nummer 3.
Shut Up is een van de succesvolste singles van Black Eyed Peas tot nu toe, en was slechts iets zwakker dan de vorige single. Vanaf augustus 2014 was het de 47e best verkopende single van de 21e eeuw in Frankrijk, met 400.000 verkochte exemplaren. 

## Hitnoteringen

### Nederlandse Top 40
| Shut Up in de Nederlandse Top 40 - binnen: 06-12-2003 | Shut Up in de Nederlandse Top 40 - binnen: 06-12-2003 | Shut Up in de Nederlandse Top 40 - binnen: 06-12-2003 | Shut Up in de Nederlandse Top 40 - binnen: 06-12-2003 | Shut Up in de Nederlandse Top 40 - binnen: 06-12-2003 | Shut Up in de Nederlandse Top 40 - binnen: 06-12-2003 | Shut Up in de Nederlandse Top 40 - binnen: 06-12-2003 | Shut Up in de Nederlandse Top 40 - binnen: 06-12-2003 | Shut Up in de Nederlandse Top 40 - binnen: 06-12-2003 | Shut Up in de Nederlandse Top 40 - binnen: 06-12-2003 | Shut Up in de Nederlandse Top 40 - binnen: 06-12-2003 | Shut Up in de Nederlandse Top 40 - binnen: 06-12-2003 | Shut Up in de Nederlandse Top 40 - binnen: 06-12-2003 | Shut Up in de Nederlandse Top 40 - binnen: 06-12-2003 | Shut Up in de Nederlandse Top 40 - binnen: 06-12-2003 | Shut Up in de Nederlandse Top 40 - binnen: 06-12-2003 | Shut Up in de Nederlandse Top 40 - binnen: 06-12-2003 | Shut Up in de Nederlandse Top 40 - binnen: 06-12-2003 | Shut Up in de Nederlandse Top 40 - binnen: 06-12-2003 |
| Week:                                                 | 1                                                     | 2                                                     | 3                                                     | 4                                                     | 5                                                     | 6                                                     | 7                                                     | 8                                                     | 9                                                     | 10                                                    | 11                                                    | 12                                                    | 13                                                    | 14                                                    | 15                                                    | 16                                                    | 17                                                    |                                                       |
| ----------------------------------------------------- | ----------------------------------------------------- | ----------------------------------------------------- | ----------------------------------------------------- | ----------------------------------------------------- | ----------------------------------------------------- | ----------------------------------------------------- | ----------------------------------------------------- | ----------------------------------------------------- | ----------------------------------------------------- | ----------------------------------------------------- | ----------------------------------------------------- | ----------------------------------------------------- | ----------------------------------------------------- | ----------------------------------------------------- | ----------------------------------------------------- | ----------------------------------------------------- | ----------------------------------------------------- | ----------------------------------------------------- |
| Positie:                                              | 29                                                    | 6                                                     | 3                                                     | 3                                                     | 3                                                     | 3                                                     | 3                                                     | 3                                                     | 3                                                     | 2                                                     | 3                                                     | 3                                                     | 8                                                     | 21                                                    | 24                                                    | 28                                                    | 33                                                    | uit                                                   |

Will.i.am · Apl.de.ap · Taboo · Fergie